# Meeting de Paris 2016
Il Meeting de Paris 2018 è stato la 33ª edizione dell'annuale meeting di atletica leggera, e si è svolto allo Stade de France di Saint-Denis, il 27 agosto 2016. Il meeting è stato la dodicesima tappa del circuito di atletica leggera IAAF Diamond League 2016.

## Programma[1]
| # | Orario | Specialità             |
| - | ------ | ---------------------- |
| 1 | 18:50  | Getto del peso         |
| 2 | 19:20  | Salto triplo           |
| 3 | 19:55  | Salto con l'asta       |
| 4 | 20:04  | 400 metri ostacoli     |
| 5 | 20:25  | 800 metri              |
| 6 | 20:50  | Lancio del giavellotto |
| 7 | 21:40  | 3000 metri             |
| 8 | 21:51  | 100 metri              |

| # | Orario | Specialità         |
| - | ------ | ------------------ |
| 1 | 19:25  | Lancio del disco   |
| 2 | 20:15  | Salto in alto      |
| 3 | 20:17  | 400 metri          |
| 4 | 20:40  | 3000 metri siepi   |
| 5 | 20:45  | Salto in lungo     |
| 6 | 20:55  | 200 metri          |
| 7 | 21:05  | 1500 metri         |
| 8 | 21:20  | 100 metri ostacoli |

     Specialità valide per la Diamond League

## Risultati
Di seguito i primi tre classificati di ogni specialità.

### Uomini
| Specialità             |                   | Prestazione | 2º classificato   | Prestazione | 3º classificato  | Prestazione |
| 100 m                  | Ben Youssef Meïté | 9"96        | Akani Simbine     | 10"00       | Churandy Martina | 10"01       |
| 800 m                  | Ronnie Baker      | 1'42"87     | Jimmy Vicaut      | 1'42"98     | Bingtian Su      | 1'43"05     |
| 3000 m                 | Yomif Kejelcha    | 7'28"19     | Abdelaati Iguider | 7'30"09     | Hagos Gebrhiwet  | 7'30"45     |
| 400 m ostacoli         | Nicholas Bett     | 48"01       | Kerron Clement    | 48"19       | Yasmani Copello  | 48"24       |
| Salto con l'asta       | Renaud Lavillenie | 5.93 m      | Sam Kendricks     | 5.81 m      | Jan Kudlicka     | 5.71 m      |
| Salto triplo           | Chris Carter      | 16.92 m     | Alexis Copello    | 16.90 m     | John Murillo     | 16.90 m     |
| Getto del peso         | Tomas Walsh       | 22.00 m     | Ryan Crouser      | 21.99 m     | Kurt Roberts     | 20.78 m     |
| Lancio del giavellotto | Jakub Vadlejch    | 88.02 m     | Julian Weber      | 87.39 m     | Thomas Röhler    | 84.16 m     |

     Atleti al primo posto della classifica di specialità
     Prestazione che stabilisce il nuovo record del meeting.

### Donne
| Specialità       |                  | Prestazione | 2º classificato         | Prestazione | 3º classificato | Prestazione |
| 200 m            | Dafne Schippers  | 22"13       | Desiree Henry           | 22"46       | Jenna Prandini  | 22"48       |
| 400 m            | Natasha Hastings | 50"06       | Stephenie Ann McPherson | 50"33       | Christine Day   | 50"55       |
| 1500 m           | Laura Muir       | 3'55"22     | Faith Kipyegon          | 3'56"72     | Sifan Hassan    | 3'57"13     |
| 100 m ostacoli   | Kendra Harrison  | 12"44       | Dawn Harper-Nelson      | 12"65       | Cindy Ofili     | 12"66       |
| 3000 m siepi     | Ruth Jebet       | 8'52"78     | Hyvin Kiyeng            | 9'01"96     | Emma Coburn     | 9'10"59     |
| Salto in alto    | Ruth Beitia      | 1.98 m      | Levern Spencer          | 1.96 m      | Alessia Trost   | 1.93 m      |
| Salto in lungo   | Ivana Španović   | 6.90 m      | Lorraine Ugen           | 6.80 m      | Ksenija Balta   | 6.75 m      |
| Lancio del disco | Sandra Perković  | 67.62 m     | Mélina Robert-Michon    | 64.36 m     | Denia Caballero | 61.98 m     |

     Atlete al primo posto della classifica di specialità
     Prestazione che stabilisce il nuovo record del meeting.